# Pseudabutilon orientale
Pseudabutilon orientale là một loài thực vật có hoa trong họ Cẩm quỳ. Loài này được (Standl. & Steyerm.) Fryxell miêu tả khoa học đầu tiên năm 1997.